# Volo Atlantic Airways 670
Il volo Atlantic Airways 670 era un volo della Atlantic Airways tra l'aeroporto di Stavanger-Sola e l'aeroporto di Molde-Årø con scalo all'Aeroporto di Stord-Sørstokken. Il 10 ottobre 2006 il volo era operato da un British Aerospace 146 che durante l'atterraggio all'aeroporto di Stord, in seguito alla mancata fuoriuscita dei deflettori, finì fuori pista. Nell'incidente morirono un membro dell'equipaggio e tre passeggeri.

## L'aereo

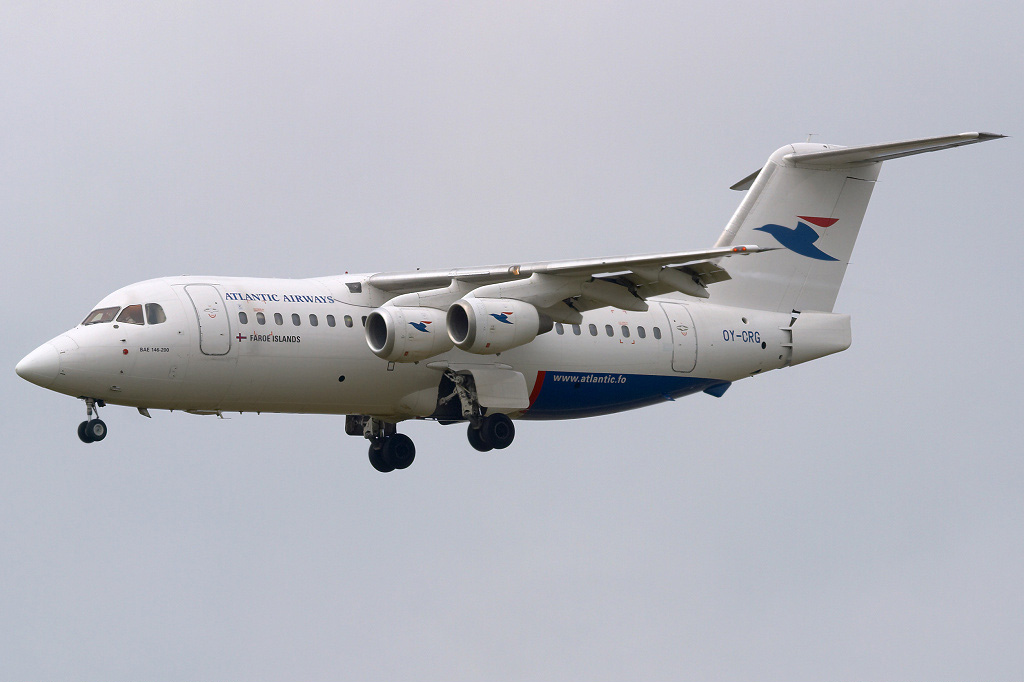
Il velivolo incidentato fotografato nel 2004

Il velivolo coinvolto nell'incidente era un British Aerospace BAe 146 con numero di registrazione OY-CRG e S/N E2075 motorizzato da quattro Avco Lycoming ALF502R-5. Il velivolo venne immatricolato la prima volta nel 1987 da una compagnia aerea americana per poi essere venduto alla Atlantic Airways meno di un anno dopo. Al momento dell'incidente 
aveva accumulato 39,828 ore di volo e 21,726 cicli.

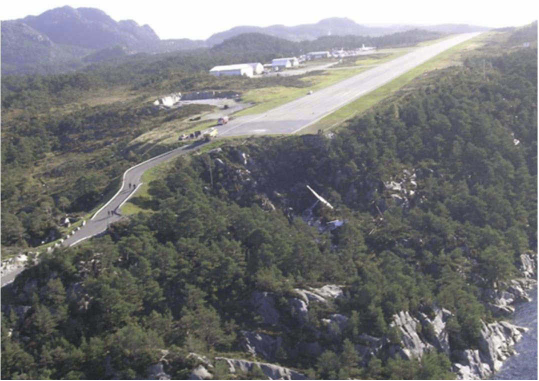
Nella foto si evidenzia il luogo nel quale il Bae è caduto dopo essere uscito fuori pista

## Aeroporto e compagnia aerea
L'aeroporto di Stord, Sørstokken è un aeroporto municipale regionale situato sulla penisola di Sørstokken, sull'isola di Stord, ad un'altitudine di 49 metri (161 piedi). La pista, allineata 14/32 (approssimativamente nord-nord-ovest e sud-sud-est) è lunga 1.460 metri (4.790 piedi) e larga 30 metri (98 piedi). Ha soglie di 130 metri (430 piedi) su ciascuna estremità e una distanza di atterraggio disponibile di 1.200 metri (3.900 piedi). Ad entrambe le estremità della pista il terreno scende ripidamente. Questa era un'area di sicurezza sufficiente secondo i requisiti al momento della costruzione dell'aeroporto, ma i requisiti erano stati modificati al momento dell'incidente. Si presumeva che la pista fosse umida al momento dell'incidente, sebbene tale informazione non sia stata trasmessa ai piloti.
Atlantic Airways è la compagnia aerea di bandiera delle Isole Faroe e all'epoca era di proprietà del governo delle Isole Faroe. OY-CRG era uno dei cinque BAe 146 della flotta di Atlantic Airways al momento dell'incidente. La compagnia aerea aveva un contratto charter a lungo termine con Aker Kværner, che partecipava alla costruzione del giacimento di gas Ormen Lange nelle vicinanze di Molde. Il contratto prevedeva voli regolari tra l'aeroporto di Stavanger, Sola via l'aeroporto di Stord, Sørstokken e l'Aeroporto di Molde, Årø e ritorno cinque volte a settimana. La compagnia ha volato anche all'Aeroporto di Alta da Stavanger e Stord in relazione alla costruzione di Snøhvit. Per consentire l'intero peso al decollo per quest'ultimo servizio, il 18 febbraio 2005 Atlantic Airways ha chiesto all'autorità per l'aviazione civile norvegese il permesso di utilizzare una distanza di decollo più lunga a Sørstokken. Ciò è stato respinto perché i limiti dell'aeroporto erano già al di sotto delle raccomandazioni minime internazionali.

## L'incidente

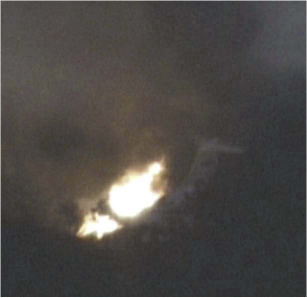
Il relitto brucia 21 secondi dopo aver invaso la pista

Il BAe 146 decollò dall'Aeroporto di Stavanger alle 7:15 e salì a FL100. Alle 7:31 il BAe 146 si trovava a 2 miglia nautiche dalla pista 33 dell'Aeroporto di Stord. La quota era 800 piedi e la velocità 150 nodi. I flap vennero quindi estesi a 33° e la velocità scese a 130 nodi. Alle 7:31 il primo ufficiale informò il Comandante che stavano eseguendo l'avvicinamento a 5 nodi in più rispetto a quanto stabilito. Quando l'aereo sorvolò la pista, la sua velocità era 120 nodi rispetto ai 112 nodi previsti. Alle 7:32:14 il BAe atterrò sulla pista qualche metro dopo il punto di contatto ideale e il primo ufficiale chiamò l'estensione dei deflettori. La leva venne mossa subito dopo nella posizione LIFT, ma i deflettori non fuoriuscirono. L'aereo però non riuscì a frenare entro la fine della pista e, 22 secondi dopo l'atterraggio, uscì fuori di pista cadendo in una scarpata. Quando l'aereo si fermò definitivamente nella scarpata, i piloti interruppero il flusso del carburante ai motori ed attivarono il sistema anti-incendio.

## Operazioni di soccorso ed evacuazione

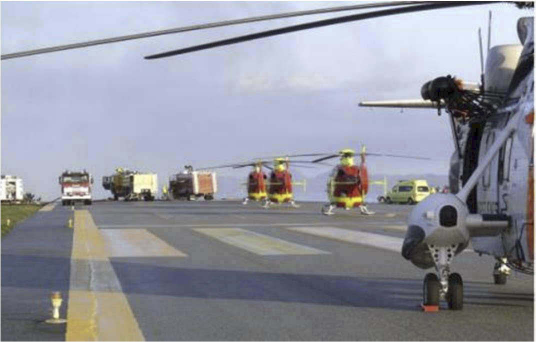
Alcune delle attrezzature coinvolte nell'operazione di salvataggio

Il controllore AFIS ha attivato l'allarme di emergenza alle 07:32:40. Ciò è stato confermato dalla squadra di soccorso quattro secondi dopo. Cinque secondi dopo, il controllore dell'AFIS ha chiamato il Centro comunicazioni mediche di emergenza. La polizia è stata quindi allertata quattro minuti dopo, così come il Centro comune di coordinamento dei soccorsi della Norvegia meridionale, che ha inviato i servizi di ambulanza aerea. La polizia è arrivata sul posto alle 07:44. 
L'aereo è atterrato in un sito situato a 46 metri (151 piedi) dalla fine della pista e a 50 metri (160 piedi) dal mare. Una volta che l'aereo si è fermato, i piloti hanno spento il rifornimento di carburante e hanno attivato gli estintori del motore. Non hanno potuto ordinare l'evacuazione tramite citofono perché non funzionava. La porta anteriore di tribordo non poteva essere aperta a causa di un inceppamento, mentre la cabina di pilotaggio e la porta anteriore di sinistra erano entrambe bloccate. I piloti sono evacuati attraverso il finestrino sinistro della cabina di pilotaggio, mentre tutti i passeggeri sopravvissuti sono evacuati attraverso la porta di babordo di poppa. I piloti hanno tentato di aprire la porta anteriore bloccata, ma non ci sono riusciti. Il comandante è quindi rientrato nella cabina di pilotaggio per tentare nuovamente di aprire la porta della cabina di pilotaggio, ma non è riuscito. A quel punto il caldo ha ostacolato ulteriori tentativi. Entrambi i piloti sono rimasti gravemente feriti nel processo. I feriti sono stati trasportati in ospedale con un'eliambulanza. Molti dei passeggeri seduti vicino alla parte anteriore dell'aereo hanno deciso di evacuare verso poppa, poiché quella parte dell'aereo era più intatta.

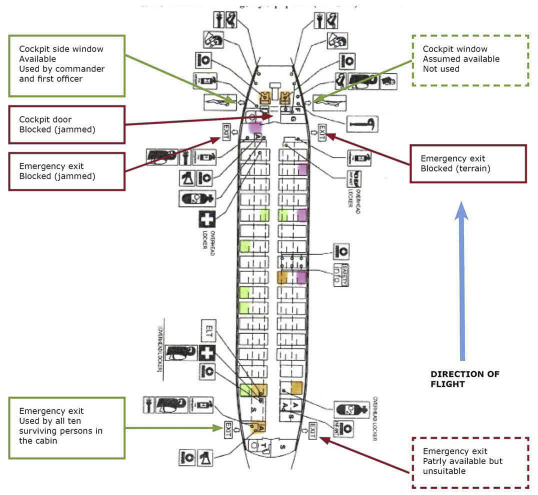
Pianta dei posti che mostra la posizione dei sopravvissuti: feriti (arancione) illesi (verde); e vittime (viola).

Dopo essere scivolato fuori pista, alcune parti dell'aereo hanno preso fuoco. Questo ha raggiunto un'intensità elevata e si è concentrato attorno alla sezione centrale della fusoliera e all'ala destra. L'incendio non è scoppiato quando l'aereo ha lasciato la pista, ma è scoppiato 13 secondi dopo. Quarantacinque secondi dopo l'incursione è arrivata sul posto la prima autopompa, la seconda cinque secondi dopo. Entro 1 minuto e 45 secondi dopo il superamento, la maggior parte della fusoliera era in fiamme. La coda collassò 3 minuti e 30 secondi dopo il superamento, e 5 minuti e 45 secondi dopo il superamento il motore interno sinistro smise di funzionare. Un'autopompa è partita per rifornirsi d'acqua dopo 8 minuti, con ritorno dopo 13 minuti. Sul posto sono intervenuti i primi vigili del fuoco comunali dopo 18 minuti. Inizialmente i vigili del fuoco non hanno visto nessuno vicino ai rottami e hanno presunto che tutti i passeggeri fossero morti. Solo più tardi si resero conto che le persone che si trovavano nelle vicinanze erano in realtà dei sopravvissuti. L'incendio è stato spento alle 09:30.
La maggior parte della fusoliera è stata distrutta dall'incendio. Le eccezioni includevano il muso e la parte inferiore dell'abitacolo. Le punte delle ali e degli alettoni erano quasi intatte. Il longherone dell'ala anteriore era sufficientemente intatto da poter tenere insieme le ali. Le parti interne dell'ala, compresi gli spoiler, furono distrutte, ma due degli attuatori dello spoiler erano recuperabili. La coda era in gran parte intatta. La maggior parte dei componenti in lega leggera dei motori sono andati distrutti, anche se le pale del compressore erano intatte e non presentavano segni di danneggiamento prima dell'impatto. Tre componenti - il carrello di atterraggio principale sinistro, la cappottatura del motore e il motore esterno destro - sono stati trovati tra la pista e il relitto e non erano stati consumati dal fuoco.

## Le indagini

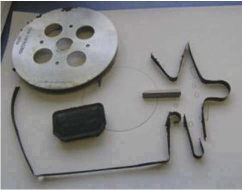
Il nastro estratto dal Cockpit Voice Recorder (CVR)

Per accertare le cause dell'incidente la Accident Investigation Board Norway (aibn) nominò un'inchiesta. Le indagini presero in esame i rilevamenti effettuati dai tecnici sul luogo dell'incidente, i dati estratti dal Flight Data Recorder (FDR) e Cockpit Voice Recorder (CVR) e le testimonianze del Comandante,del Primo Ufficiale e dei passeggeri. A causa dell'incendio divampato dopo l'incidente gli investigatori riuscirono a recuperare solo dati parziali dall'FDR e dal CVR.

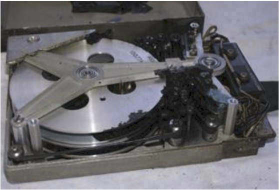
Il Flight Data Recorder (FDR) del BAe 146 incidentato

Innanzitutto, gli investigatori analizzarono l'inviluppo di volo del velivolo analizzando la manovra di atterraggio. L'equipaggio scelse la pista 33 dell'Aeroporto di Stavanger-Sola decidendo di atterrare con 5 nodi di vento in coda, rimanendo comunque entro il limite di 10 nodi dell'aeromobile. La componente di vento in coda fece comunque aumentare la velocità al suolo dell'aereo di 10 nodi. L'inchiesta appurò anche che i piloti posizionarono la leva dei deflettori nella posizione corretta senza però ottenere nessun effetto e provarono a frenare. Il Comandante riferì all'inchiesta che la forza frenante ottenuta era al di sotto di quella che si aspettava e che per questo motivo selezionò il circuito dei freni di emergenza. La selezione del circuito di emergenza escluse però il sistema anti-skid e per questo motivo durante la frenata di emergenza gli pneumatici si bloccarono per oltre 520 metri, scoppiando.
La commissione di inchiesta dopo aver analizzato i rottami del velivolo non riuscì a stabilire la causa della mancata estensione dei deflettori. Le ipotesi più concrete sono quelle di un guasto meccanico al meccanismo di estensione dei deflettori o un guasto a due dei sensori della posizione delle manette (l'estrazione dei deflettori avviene solo quando le manette sono in posizione "Flight Idle").
Gli investigatori constatarono inoltre che la mancata estrazione dei deflettori indusse il Comandante a pensare alla scarsa decelerazione come un problema dei freni. In realtà il velivolo non decelerava come di consueto solo per il problema ai deflettori in quanto l'impianto frenante era perfettamente funzionante. La scelta del Comandante di selezionare il sistema di emergenza portò al bloccaggio dei freni, che allungò la distanza necessaria al velivolo per fermarsi, accentuando la mancata estensione dei deflettori. Dalle simulazioni risulta che. quando il BAe uscì di pista, la sua velocità era di circa 15/20 nodi e con il sistema anti-skid inserito l'aereo si sarebbe fermato prima di cadere nella scarpata. Ad allungare la corsa di atterraggio intervennero altri fattori come l'umidità sulla pista e il fenomeno dell'aquaplaning.
L'incendio seguito all'impatto fu causato da una perdita di carburante seguita da un corto circuito.
La morfologia dell'aeroporto fu sicuramente un elemento determinante nella dinamica dell'incidente.

## Conseguenze
Il volo 670 fu il settimo incidente mortale del BAE 146 e la nona perdita dello scafo. È l'unico incidente cancellato o mortale di Atlantic Airways. L'11 ottobre, durante la partita internazionale di calcio tra Francia e Fær Øer, è stato osservato un minuto di silenzio in memoria dei defunti. Il 17 gennaio 2007 i lettori del quotidiano faroese Dimmalætting hanno votato i due assistenti di volo Persone faroesi dell'anno (ársins føroyingar). In seguito all'incidente a Stord, Atlantic Airways ha cessato i voli per Stord nell'autunno 2007. La flotta RJ della compagnia aerea è stata gradualmente eliminata nell'agosto 2014.

## Il volo Atlantic Airways 670 nei media
Il volo Atlantic Airways 670 è stato analizzato nella puntata Volo Atlantic Airways 670 della quindicesima stagione del documentario Indagini ad alta quota trasmesso da National Geographic Channel.